# Genista tricuspidata
Genista tricuspidata är en ärtväxtart som beskrevs av René Louiche Desfontaines. Genista tricuspidata ingår i släktet ginster, och familjen ärtväxter. Inga underarter finns listade i Catalogue of Life.